# Солодянка (селище)
Солодянка (рос. Солодянка) — селище у Агаповському районі Челябінської області Російської Федерації.
Входить до складу муніципального утворення Буранне сільське поселення. Населення становить 420 осіб (2010).

## Історія
Від 18 січня 1935 року належить до Агаповського району Челябінської області, утвореного спочатку у складі Магнітного округу.
Згідно із законом від 26 серпня 2004 року органом місцевого самоврядування є Буранне сільське поселення.

## Населення
| 2002 | 2010 |
| ---- | ---- |
| 355  | ↗420 |